# قرار مجلس الأمن التابع للأمم المتحدة رقم 1585
قرار مجلس الأمن التابع للأمم المتحدة رقم 1585، الذي تم تبنيه بالإجماع في 10 مارس 2005، بعد التذكير بالقرارات 1547 (2004) و1556 (2004) و1574 (2004) بشأن الوضع في السودان، مدد المجلس ولاية بعثة الأمم المتحدة المتقدمة في السودان لمدة أسبوع.
ومُددت الولاية حتى 17 آذار / مارس 2005 للسماح بمزيد من المناقشات من قبل مجلس الأمن بشأن هذه المسألة. في غضون أسبوعين، سيتم إنشاء بعثة الأمم المتحدة في السودان.

## روابط خارجية
- نص القرار في undocs.org